# Sarasson
Le sarasson ou sarassou est une préparation fromagère, faite traditionnellement à base de babeurre, qui prend l'aspect d'un fromage blanc battu. Cette production est traditionnelle dans les départements de la Loire, de l'Ardèche, de la Haute-Loire, du Puy-de-Dôme. Le sarasson, avec sa recette revisitée à base de fromage blanc par un restaurateur de Lyon, en 1934, a donné la cervelle de canut.

## Définition et origine
Le sarasson est une préparation fromagère tirée originellement du babeurre. Elle était légèrement acidulée et ressemblait à un fromage blanc battu. Ce fromage est cité par Olivier de Serres, en 1600, dans son Théâtre d'agriculture et mesnage des champs. Sa zone de production s'étend du Forez au Vivarais, et du sud du Livradois au nord du Velay.
Le sarasson est voisin des préparations comme le sérac à base de lactosérum (petit-lait) issu du caillage des fromages. Selon les législations françaises et suisses, ce ne sont pas des fromages car ils ne sont pas directement issus de lait et sont d'ailleurs incapables de cailler sans un traitement énergique (acidification directe ou chauffage). Ce sont des produits laitiers.

## Autres dénominations
Cette préparation prend le nom de cervelle de canut ou claqueret dans les bouchons lyonnais, mais il s'agit aujourd'hui de fromage blanc. Elle est nommée sarassou dans les monts du Vivarais, le Velay et une partie du Forez. Il est à noter qu'elle est identique au gaperon d'Auvergne et au ramequin du Bugey, du moins dans leur forme traditionnelle devenue désuète. En effet le babeurre est remplacé par du lait écrémé ou des mélanges lait écrémé-babeurre-lactosérum, en particulier dans les préparations industrielles.

## Ingrédients
Le plus souvent, le babeurre est donc remplacé par du lait écrémé, soit de vache, soit de chèvre, ce qui donne donc un fromage blanc (ou fromage frais). Le sarasson peut être fait nature ou assaisonné de fines herbes. Un certain nombre d'ingrédients sont alors utilisés d'une façon variable selon les lieux de production. Les plus courants sont la crème fraîche, le jus de citron, la ciboulette, l'estragon, le cerfeuil, l'échalote, le vinaigre de vin, l'huile, une gousse d'ail, du sel et du poivre,.

## Préparation

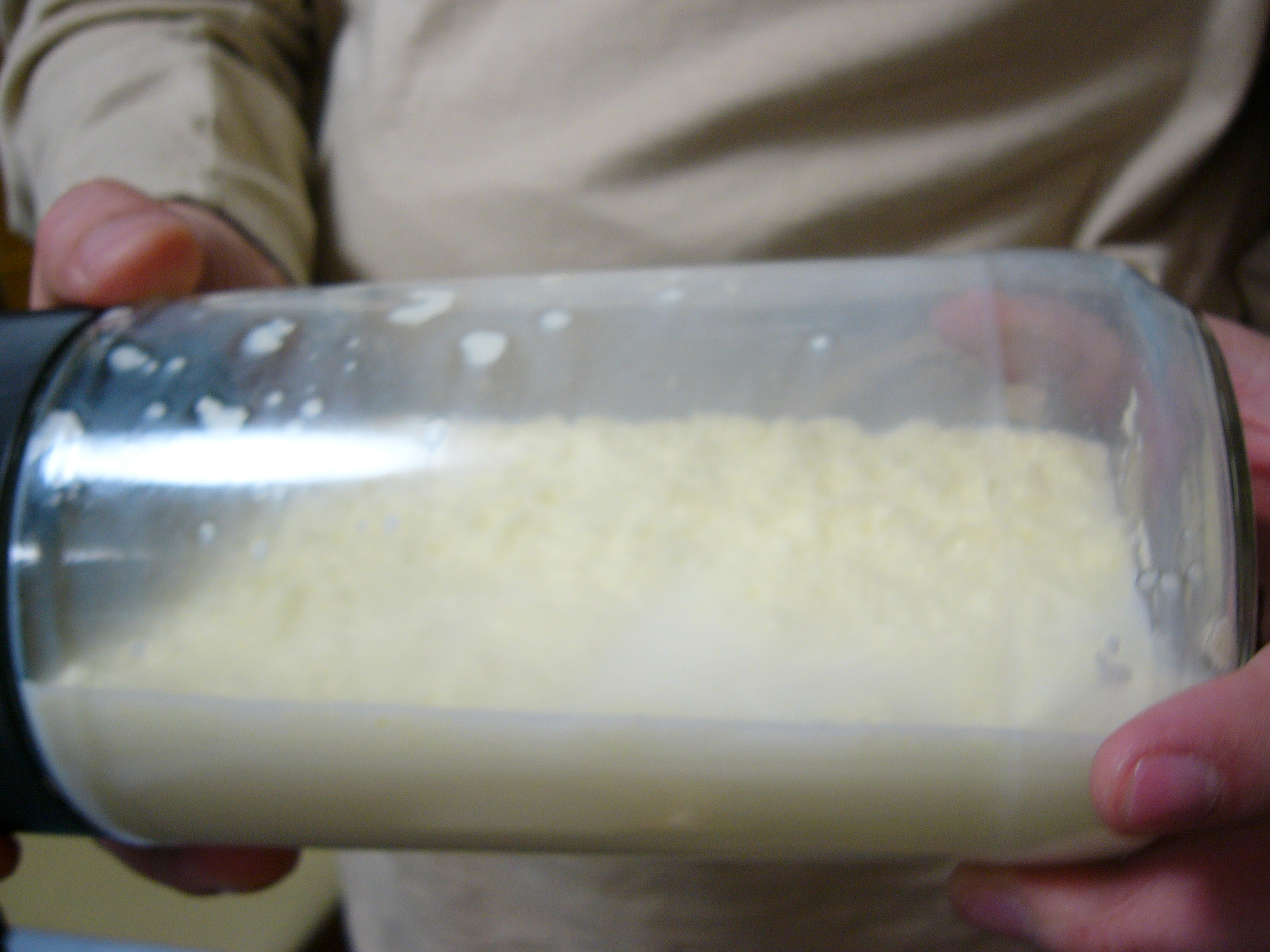
Barattage de lait en l'agitant dans une bouteille : on aperçoit des agglomérats de beurre dans le babeurre

Pour obtenir le babeurre, résidu laissé par le beurre après barattage de la crème. Il est nécessaire de déverser ce liquide dans de l'eau bouillante pour le faire précipiter. Les grains coagulés remontent alors à la surface et sont récupérés dans une toile, puis mis à égoutter pendant vingt-quatre heures,. Cette pâte, une fois malaxée, va prendre la forme du contenant dans laquelle on la place.
Marc Delage, dans son site e molto goloso, donne la recette suivante pour la cervelle de canut, recette qui est fort similaire à celle du sarasson fait sans babeurre : « Choisir un fromage blanc “mâle”, c'est-à-dire pas trop mou. Quand on l'a bien “claqué” (battu), ajouter du sel fin et du poivre, du cerfeuil et de la ciboulette ciselés, de l'ail haché pour tenir la langue au frais. Finir avec de la crème double (épaisse), du vin blanc sec et un filet d’huile et de vinaigre de bon vin. »

## Consommation

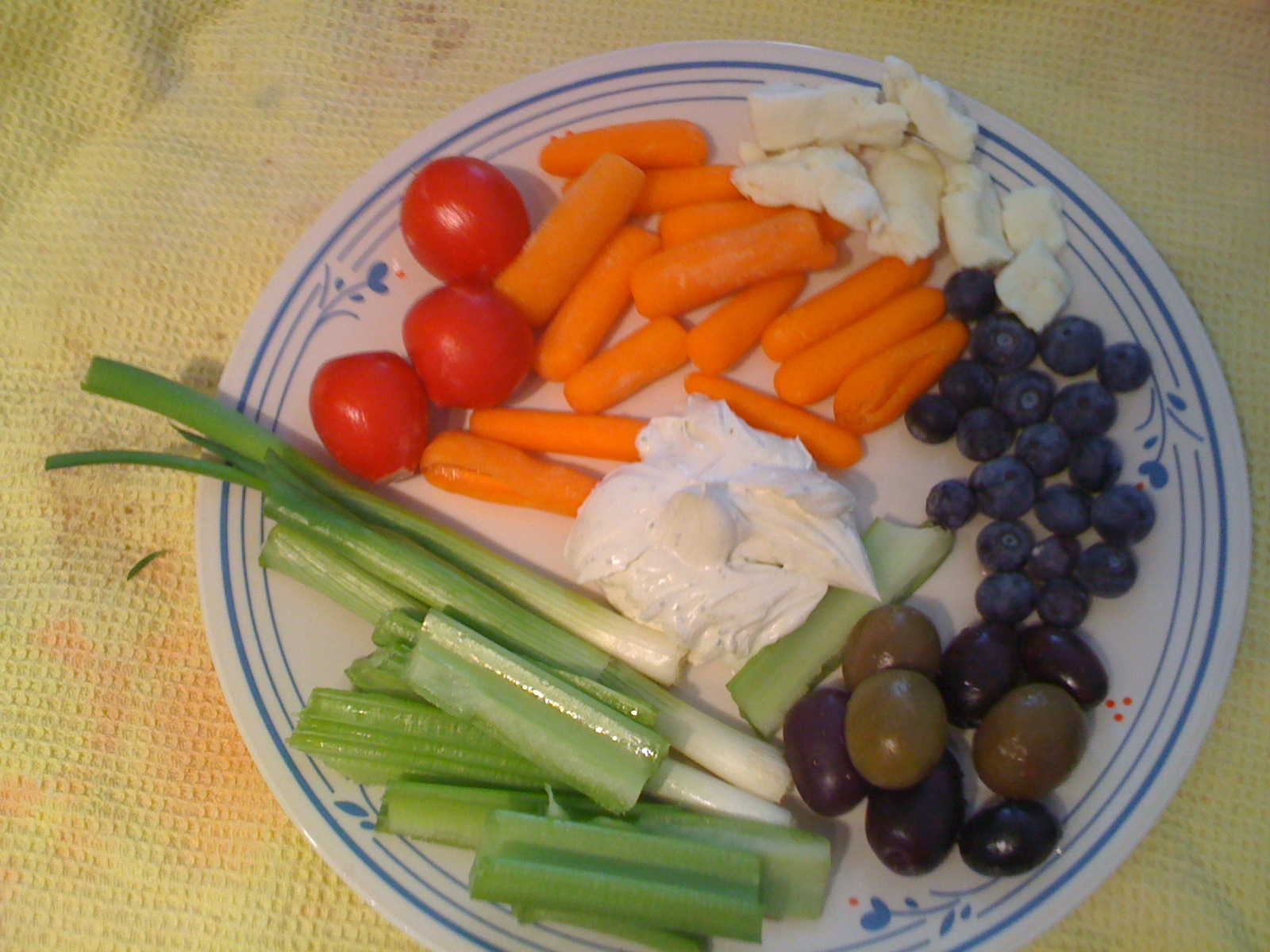
Sarasson nature et légumes d'été

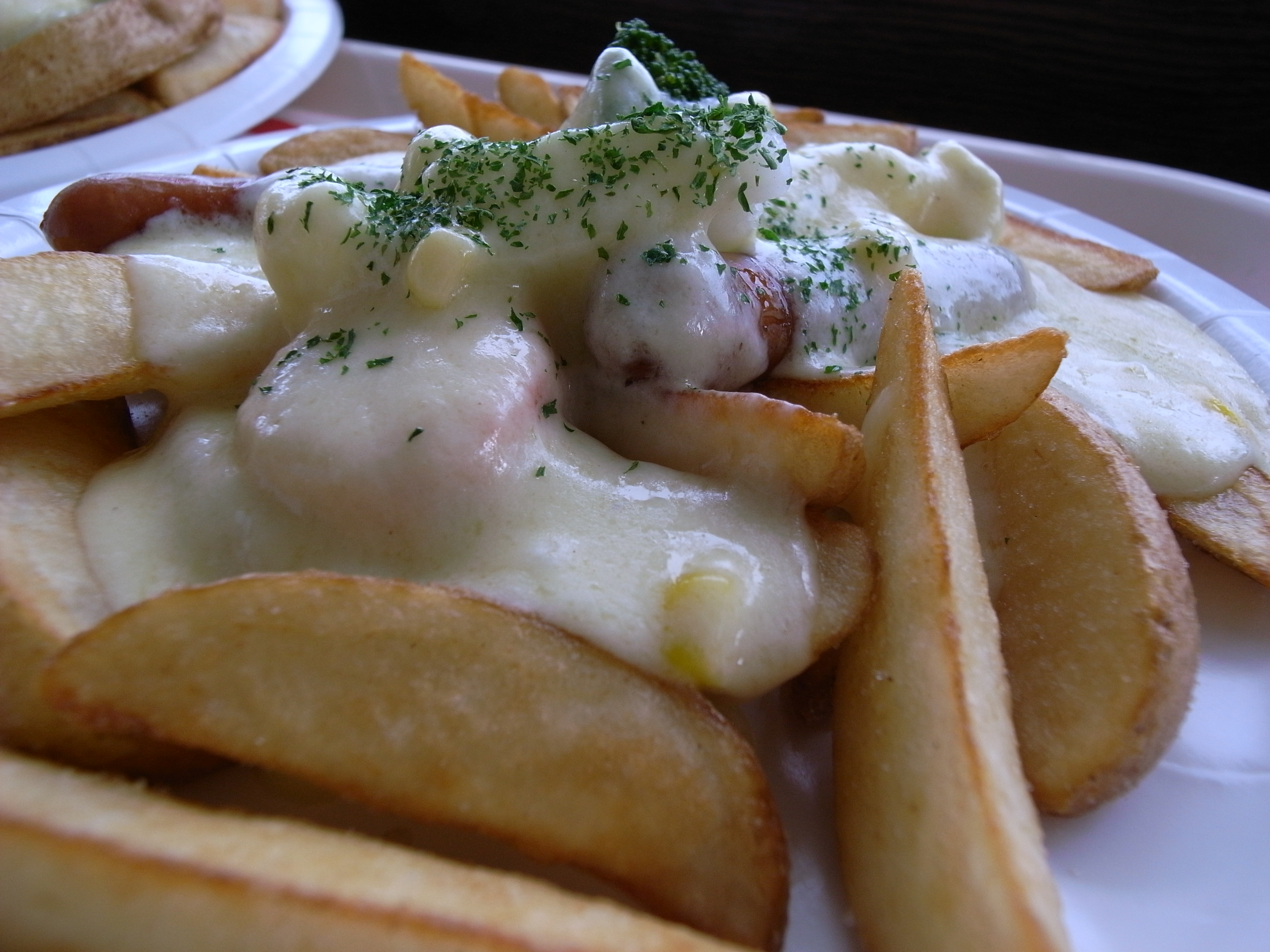
Sarasson aux fines herbes et pommes de terre

Jadis, il se consommait nature ou additionné de lait les jours suivant sa fabrication. Consommé frais, il peut être nature ou relevé aux herbes aromatiques. Le plus souvent, il accompagne les pommes de terre cuites à l’eau ou à la vapeur. Outre ces tubercules, il peut servir de garniture à des plats populaires, comme la maouche (estomac de cochon farci de viande de porc hachée et de choux). Il peut également être mélangé à du sucre et du lait.
Quant à la cervelle de canut, elle se sert avec des tranches de pain grillées et aillées, de la charcuterie et des pommes de terre chaudes.

## Commercialisation
À Saint-Étienne, le vendredi, jour maigre, les producteurs vendaient du sarasson en l'enveloppant dans une feuille de chou. Aujourd'hui, on donne son nom à un fromage blanc industriel qui ne lui ressemble en rien. Mais on peut toujours trouver le véritable sur certains marchés de la Loire, en particulier celui de Montbrison. À Jullianges, il existe une fête du sarassou avec dégustation qui se déroule chaque second dimanche d'août. Cette manifestation a donné naissance à la Confrérie du sarasson.

## Accord mets/vins
Comme la cervelle de canut, cette préparation fromagère peut s'accompagner en vin rouge d'un beaujolais ou d'un crozes-hermitage ainsi que d'un mâcon blanc.